# Ochetosoma aniarum
Ochetosoma aniarum är en plattmaskart. Ochetosoma aniarum ingår i släktet Ochetosoma och familjen Ochetosomatidae. Inga underarter finns listade i Catalogue of Life.